# 1889 no teatro

## Nascimentos
| Data       | Nome         | Profissão                                                                       | Nacionalidade | Observações | Ref |
| ---------- | ------------ | ------------------------------------------------------------------------------- | ------------- | ----------- | --- |
| 5 de julho | Jean Cocteau | poeta, romancista, cineasta, designer, dramaturgo, actor, e encenador de teatro | França        | m. 1963     |     |

## Mortes
| Data | Nome | Profissão | Nacionalidade | Observações | Ref |
| ---- | ---- | --------- | ------------- | ----------- | --- |